# Vápovka
Vápovka je říčka v okresech Jindřichův Hradec a Jihlava v Jihočeském kraji a v Kraji Vysočina. Je levostranným přítokem Moravské Dyje. Délka toku činí 28,4 km a plocha povodí měří 107,99 km².

## Průběh toku
Pramení východně od vsi Nepomuky poblíž Veselského vrchu (712 m n. m.). Teče jižním směrem k městysu Stará Říše, kde přijímá zleva Markvartický potok. U obce Vápovice přijímá potok Jechovický a pod Bohuslavicemi Otvrňský potok. Pak protéká městysem Nová Říše. V obci Červený Hrádek napájí Mlýnský rybník a přijímá zprava Řečici. Vápovka pokračuje přes Jersice, Hříšice, Bílkov a Borek do Dačic, kde se vlévá do Moravské Dyje u železniční stanice Dačice město.

### Větší přítoky
- Markvartický potok (L)
- Řečice (P)

## Mlýny
- Bílkovský mlýn – Bílkov u Dačic, okres Jindřichův Hradec (v letech 1958–1973 kulturní památka)